# Charlie Puth

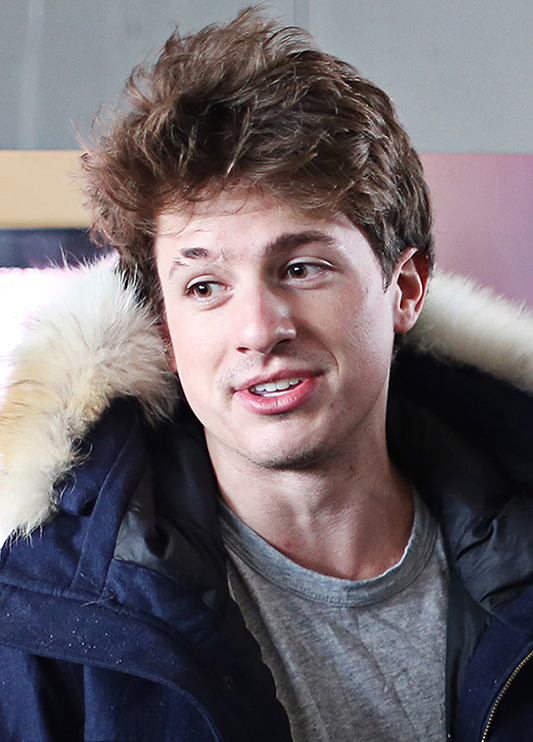
Charlie Puth, 2017

Charles Otto „Charlie“ Puth Junior (* 2. Dezember 1991 in Rumson, New Jersey, USA) ist ein US-amerikanischer Sänger und Songwriter im Bereich Popmusik und R&B. Bekannt wurde er, nachdem er Coversongs auf YouTube veröffentlicht hatte und deswegen in die populäre Talkshow von Ellen DeGeneres eingeladen wurde.

## Leben
Charlie Puth wurde als eines von drei Kindern einer jüdischen Mutter und eines Vaters mit deutschen und ungarischen Wurzeln geboren. Als er zwei Jahre alt war, verletzte ihn ein Hund im Gesicht, woraufhin er mit mehreren Stichen genäht wurde. Diese Narben sind noch heute sichtbar, was ihm seine charakteristische Augenbraue verleiht. Nachdem er am Berklee College of Music erfolgreich sein Musikstudium absolviert hatte, zog er nach Los Angeles.
Im Jahr 2009 begann Puth mit dem Hochladen von Coverversionen auf YouTube. Bekannt wurde er durch eine akustische Coverversion des Adele-Songs Someone like You, die er zusammen mit Emily Luther sang: die US-amerikanische Talkmasterin Ellen DeGeneres wurde auf diese Coverversion aufmerksam und lud die beiden im Jahr 2011 in ihre Show ein. Sie erhielten ihren ersten Plattenvertrag bei dem Plattenlabel eleveneleven von DeGeneres. Später wechselte Puth zu Atlantic Records.
Im Jahr 2015 veröffentlichte er seine erste Single Marvin Gaye, die er zusammen mit Julie Frost komponiert hatte. Die Single sang er gemeinsam mit Meghan Trainor. Sie wurde sein erster internationaler Charterfolg. Noch bekannter wurde seine Single See You Again vom Soundtrack des Films Fast & Furious 7, die er mit Wiz Khalifa aufnahm und die unter anderem Platz 1 in Deutschland, Österreich und der Schweiz erreichte. Puth spielte 2015 auch im Musikvideo zur Single Dear Future Husband von Meghan Trainor mit.
Puth veröffentlichte 2018 veröffentlichte sein Album Voicenotes. 2022 veröffentlichte er sein drittes Studioalbum Charlie.

## Diskografie
Studioalben

| Jahr | Titel Musiklabel                           | Höchstplatzierung, Gesamtwochen, AuszeichnungChartplatzierungen (Jahr, Titel, Musiklabel, Platzierungen, Wochen, Auszeichnungen, Anmerkungen) | Höchstplatzierung, Gesamtwochen, AuszeichnungChartplatzierungen (Jahr, Titel, Musiklabel, Platzierungen, Wochen, Auszeichnungen, Anmerkungen) | Höchstplatzierung, Gesamtwochen, AuszeichnungChartplatzierungen (Jahr, Titel, Musiklabel, Platzierungen, Wochen, Auszeichnungen, Anmerkungen) | Höchstplatzierung, Gesamtwochen, AuszeichnungChartplatzierungen (Jahr, Titel, Musiklabel, Platzierungen, Wochen, Auszeichnungen, Anmerkungen) | Höchstplatzierung, Gesamtwochen, AuszeichnungChartplatzierungen (Jahr, Titel, Musiklabel, Platzierungen, Wochen, Auszeichnungen, Anmerkungen) | Anmerkungen                                                 |
| Jahr | Titel Musiklabel                           | DE | AT | CH | UK | US | Anmerkungen                                                 |
| ---- | ------------------------------------------ | --- | --- | --- | --- | --- | ----------------------------------------------------------- |
| 2016 | Nine Track Mind Artist Partner Group (WMG) | DE36 (2 Wo.)DE | AT17 (6 Wo.)AT | CH10 (24 Wo.)CH | UK6 Platin · (50 Wo.)UK | US6 ×2Doppelplatin · (97 Wo.)US | Erstveröffentlichung: 29. Januar 2016 Verkäufe: + 2.610.000 |
| 2018 | Voicenotes Artist Partner Group (WMG)      | DE14 (3 Wo.)DE | AT19 (3 Wo.)AT | CH4 (8 Wo.)CH | UK4 Silber · (9 Wo.)UK | US4 Platin · (27 Wo.)US | Erstveröffentlichung: 11. Mai 2018 Verkäufe: + 1.305.000    |
| 2022 | Charlie Atlantic Records (WMG)             | DE92 (1 Wo.)DE | AT55 (1 Wo.)AT | CH32 (2 Wo.)CH | UK9 (2 Wo.)UK | US10 (6 Wo.)US | Erstveröffentlichung: 7. Oktober 2022                       |